# 格罗莫斯拉夫卡农村居民点
格罗莫斯拉夫卡农村居民点（俄语：Громославское сельское поселение）是俄罗斯联邦伏尔加格勒州十月区所属的一个农村居民点。其下辖有1个居民点，行政中心为格罗莫斯拉夫卡。据2016年统计，该农村居民点的人口为531人。